# Ophioglossum gracillimum
Ophioglossum gracillimum là một loài dương xỉ trong họ Ophioglossaceae. Loài này được Hook. & Baker mô tả khoa học đầu tiên năm 1868.
Danh pháp khoa học của loài này chưa được làm sáng tỏ. 